# Provincia Príncipe, São Tomé și Príncipe
Príncipe este provincie și district în  statul São Tomé și Príncipe, care se suprapune peste insula omonimă. Reședința sa este orașul Santo António.